# Pompă de căldură geotermală

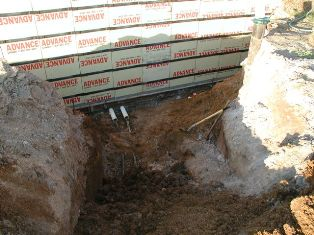
O pompă în pământ, sursă de căldură și răcorire

Pompa de căldură geotermală este un sistem de încălzire sau climatizare, folosind căldura stocată în pământ pentru a încălzi sau climatiza o locuință. Ea folosește pământul ca o sursă de căldură iarna, iar vara transferul este invers din locuință în pământ.Temperatura în sol la câțiva metri adâncime, este aproape constantă pe toată perioada anului. Acest sistem are avantajul de a reduce costurile de funcționare a sistemelor de încălzire și răcire, și poate fi combinat cu un sistem de încălzire solară pentru a forma un sistem de geosolar cu o eficiență și mai mare. Un alt avantaj este acela de a păstra o umiditate constantă, ceea ce face aceste sisteme bune pentru zone cu climat umed.

## Tipuri de pompă

### Vertical
Un sistem de reciclare a agentului termic, sonda U / sau dublu U se introduce într-un foraj în sol pe verticală la aproximativ 23-152 m adâncime.  Specificatii tehnice pentru conexiune U Arhivat în 24 septembrie 2020, la Wayback Machine.